# X Necunoscutul
X the Unknown este un film SF britanico-american din 1956 regizat de Leslie Norman. În rolurile principale joacă actorii Dean Jagger, Edward Chapman, Leo McKern.

## Prezentare
O creatură ca un fel de noroi radioactiv terorizează un sat scoțian în anii 1950.

## Actori
- Dean Jagger este Dr. Adam Royston
- Edward Chapman este John Elliott
- Leo McKern este Insp. "Mac" McGill
- Anthony Newley este LCpl. "Spider" Webb
- Jameson Clark este Jack Harding
- William Lucas este Peter Elliott
- Peter Hammond este Lt. Bannerman
- Marianne Brauns este Zena, the Nurse
- Ian MacNaughton este Haggis
- Michael Ripper este Sergeant Harry Grimsdyke
- Kenneth Cope este Private Lansing
- Edwin Richfield este Soldier Burned on Back
- Neil Hallett este Unwin
- Frazer Hines este Ian Osborne